# Cocollona

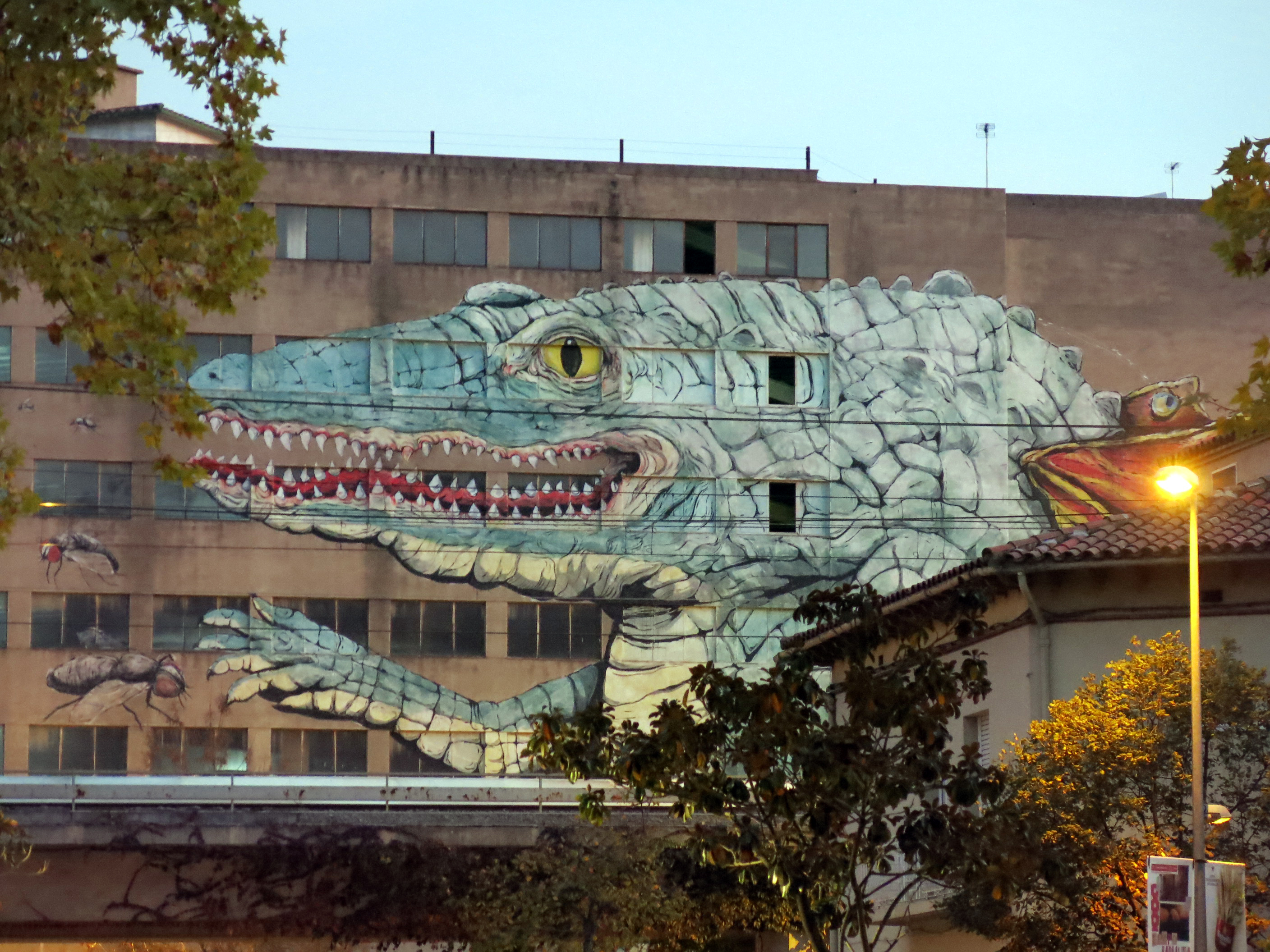
Grafică murală reprezentând-o pe Cocollona, realizată de Erica il Cane

Cocollona este o creatură tipică a mitologiei din Girona. Este un animal asemănător unui crocodil cu aripi de fluture care s-a născut din metamorfoza unei călugărițe acuzate că ar fi prea puțin devotată. Conform legendei, călugărița a fost închisă într-o temniță a mănăstirii care avea doar o ieșire spre râul Oñar . De-a lungul anilor, dieta slabă și închiderea au făcut ca călugărița să-și acopere pielea cu solzi până când a devenit un fel de crocodil. În ciuda acestui fapt, sfințenia sa a provocat ca, în ciuda aspectului său, să aibă două aripi frumoase de fluture pe spate.
La ceva timp după moartea creaturii, fantoma ei a început să apară chiar din râul Oñar. Mai mult sau mai puțin acolo unde a început să se vadă, între podul de piatră și podul vechilor pescari din (Girona). În zilele noastre, numai în nopțile cu lună plină, oamenii sensibili pot ajunge să intuiască figura translucidă a cocollonei.

## Originea legendei
Originea acestei legende este cu adevărat incertă, până la punctul în care originea sa istorică este pusă la îndoială. Bârfele spun că figura Cocollona a fost creată de ghizii înșiși în efortul de a adăuga o nouă creatură la bestiarul mitologiei din Girona.
În ciuda acestui fapt, nu există dovezi care să asigure dacă este vorba despre o fraudă sau o legendă transmisă de la părinți la copii.